# Евреи Бреста (музей)
Музей «Евреи Бреста» — брестский музей, созданный для сохранения и исследования истории и культуры евреев Бреста.

## История создания музея
Инициаторами создания музея были Аркадий Моисеевич Бляхер (в прошлом председатель Брестского центра «Холокост»), его дочь Симоненко Регина Абрамовна и председатель правления Брестской городской еврейской общественной организации (БГЕОО) «Бриск» Борис Менделевич Брук.
Работы по созданию музея начались в 2009 году. Сбором и систематизацией материалов руководил совет в составе ученых-историков и активистов еврейской общины Бреста. Музей был открыт 25 марта 2011 года на средства спонсоров.
Часть материалов для музея предоставил Аркадий Бляхер из своих личных архивов. Много предметов, документов и фотографий, которые стали экспонатами музея, передали музею брестчане, выходцы из Бреста и их родственники, живущие за границей — в Израиле, Польше, Аргентине и США.

## Выставки и экспозиции
Музей посвящён истории городской еврейской общины начиная с 1920-х годов. Представлено более 120 экспонатов, в их числе, помимо предметов иудаики (предметы еврейского быта, раритетные молитвенники, учебники, фрагменты старинного свитка Торы) — архивные документы, фотографии, книги. Отдельный раздел посвящён знаменитым уроженцам Бреста, в частности — Менахему Бегину, лауреату Нобелевской премии мира, который стоял у истоков создания Государства Израиль.
Стены зала музея выкрашены в три цвета, соответственно которым расположены и экспонаты музея, посвящённые разным страницам еврейской истории города. Розовая стена символизирует довоенную жизнь евреев Бреста. Серая стена с колючей проволокой — это память о Холокосте. Салатовый цвет — цвет возрождения еврейской общины Бреста, и о жизни еврейской общины Бреста сегодня рассказывают экспонаты, размещенные на стенде «Люди, события, жизнь».
Среди раритетов музея — часть свитка Торы (начало XIX века), найденная на чердаке одного из домов Бреста; учебник для обучения мальчиков основам иудаизма (1858 года издания); «Законы молитвы и поведение еврейской жизни в синагоге», напечатанные в 1858 году в Варшаве.